# Krinoline
En krinoline (af fransk crin (fra latin crinis = hår) og lin (fra latin linum = linned) var oprindeligt et stift skørt af stof vævet med islæt af hestehår og indvævede borter af hør.

## Historie
Denne type stift underskørt kendes fra 1839; men det var tungt, meget varmt og også uhygiejnisk med et stort antal sådanne skørter for at give kjolen den rigtige klokkefaçon, især da nederdelen i løbet af 1850'erne blev mere og mere omfangsrig. Hestehårsskørterne var ubekvemme og stikkende at have på, men på det lille Kjerringøy handelssted alene (uden for Bodø) har man fundet tre sådanne skørter, nu opbevaret på Nordlandsmuseet i Bodø.
I juni 1856 kom den lettere stålkrinoline, bestående af stålringe sammenholdt af bændler. I 1857 var moden nået til Norden, og krinoliner ligger stadig rundt om på lofterne på norske gårde, da gårdmandskonerne også gik med dem. På Norsk folkemuseum i Oslo har den ene krinoline følgende stempel på bæltebåndet, oversat fra fransk: "Det berømte skørtebur i bøjeligt stål". I Christiania solgtes krinolinerne da også i en forretning, der ellers forhandlede fuglebure. Krinolinerne blev imidlertid omtalt med det misvisende navn "fiskebensskørter", der nok hang igen fra 1700-tallets damemode. Stålkrinolinen var i brug til starten af 1870'erne. Kjolen, der blev båret over krinolinen, blev kaldt "krinolinekjole". Nyrokokoens krinoline udgjorde modehistoriens tredje krinolinetype efter renæssancens vertugade og rokokoens fiskebensskørt. Hvalbarder blev fra starten af 1500-tallet til slutningen af 1800-tallet benyttet til fremstilling af stivere til korsetter, samt til fiskebensstativer til krinoliner.

## En farlig mode
Krinolinens vuggende bevægelse gjorde det svært for bæreren at beregne, hvad hendes nederdel kom hen i. I en tid med åbne ildsteder var krinolinemoden livsfarlig. Hyppige dødsfald, fordi krinolineskørtet blev antændt, førte til stærk kritik af moden. I en artikel i Saturday Review fra 1863, The British Suttee, skrev forfatteren, at "aldrig nogensinde i historien om menneskelig dumhed har nogen anbragt et stykke letantændelig stof mellem sit eget letantændelige antræk og et punkt to meter borte, og båret dette letantændelige arrangement omkring på sig i umiddelbar nærhed af ildsteder og gaslys. I Another Holocaust to Crinoline (1864), udtalte Lankester — ligsynsmand i London — at i løbet af tre år havde lige så mange kvinder mistet livet bare i London ved ild — hovedsageligt fordi de havde krinoline på — som der omkom i kirkebranden i Santiago de Chile, hvor omkring 2.000 kvinder havde mistet livet.
Også arbejderklassens kvinder gik med krinoline, og i 1860 bad tekstilfabrikken Courtaulds sine arbejdersker om at "lade krinolinen blive hjemme". De frygteligste ulykker skyldtes gnister fra åbne ildsteder, der fik stoffer som musselin og silke til at flamme op. Humorbladet Punch tilrådede ægtemænd at forsikre konen mod brand, og der blev fremlagt ulige forslag til brandsikre kjoler. I En ny slags overlagt drab fra 1863 stillede forfatteren spørgsmålet, hvor mange flere kvinder "skal brændes levende, knuses eller drukne, før der gennemføres en reform?" Ord som "enkebrænding", "holocaust" og "mord" var gengangere i artiklerne.
Henry Wadsworth Longfellows kone Fanny var blandt modens ofre, da hendes kjole blev antændt i juli 1861, mens hun var ved at forsegle en konvolut med varm voks. Longfellow kom styrtende til og blev selv slemt forbrændt i sine forgæves forsøg på at slukke ilden. Hans kone døde den følgende dag.

## 1947-55 -new look
Efter anden verdenskrig, hvor mange kvinder havde gået i arbejds- og mandstøj, opstod et behov for feminitet i moden og vidde i skørterne, lanceret af Dior og kendt som new look. Men gradvis blev kjolerne kortere, og dermed forsvandt behovet for krinolinen; det sidste patent på en krinoline er fra 1955.